# Fondazione Tommasino Bacciotti
La Fondazione Tommasino Bacciotti è una fondazione italiana costituita nel gennaio 2000 da Barbara e Paolo, genitori di Tommasino Bacciotti (17 dicembre 1997 - 19 dicembre 1999) bambino morto per pinealoblastoma a due anni d'età. La fondazione ha sede a Fiesole ed ha come obiettivo di raccogliere fondi per iniziative di studio, formazione ed assistenza sui tumori cerebrali infantili.

## Storia
Il bambino ebbe i primi sintomi del tumore, una rara forma di tumore cerebrale particolarmente aggressiva, ad appena 9 mesi; sottoposto a cure chemioterapiche presso l'Ospedale pediatrico Meyer di Firenze e a successivi interventi neurochirurgici sia in questo ospedale che all'estero, che hanno permesso un controllo della malattia solamente per un anno. Il bambino è morto il 19 dicembre 1999; fu sepolto nel cimitero di Fiesole.
Successivamente i genitori hanno deciso di destinare le offerte di solidarietà giunte dopo la morte di Tommaso alla creazione di una fondazione intitolata a 'Tommasino' dedicata allo studio e alla cura di questi tumori cerebrali infantili.

## Attività
La fondazione porta avanti molti progetti tra cui: il Progetto Case Accoglienza Tommasino con il quale. sulla base di una convenzione triennale con la Fondazione Mayer.sono messe a disposizione gratuitamente alle famiglie dei bambini ricoverati presso il Meyer, 16 appartamenti e miniappartamenti. La fondazione finanzia la ricerca anche attraverso l'assegnazione di borse di studio a favore di medici pediatri oncologi e di tecnici di laboratorio. È stata anche allestita una autoambulanza a misura di bambino e fornita di operatori specializzati per questa tipologia di malati. La Fondazione contribuisce anche all'acquisto di importanti macchinari per la terapia dei tumori infantili.

## Fondi
La fondazione si finanzia grazie alla raccolta di fondi da parte di singoli ed enti con accordi di partnership e iniziative benefiche ed anche con il sostegno dato da personalità del mondo politico e sportivo